# Schikhobalotrema kyphosi
Schikhobalotrema kyphosi är en plattmaskart. Schikhobalotrema kyphosi ingår i släktet Schikhobalotrema och familjen Haplosplanchnidae. Inga underarter finns listade i Catalogue of Life.